# Iria Flavia
Iria Flavia (łac. Dioecesis Iriensis) – stolica historycznej diecezji w Hiszpanii, w Galicji, sufragania metropolii Braga. Współczesne miasto Padrón. 
Erygowana prawdopodobnie w IV wieku, zniesiona w 1095 roku.
Obecnie katolickie biskupstwo tytularne ustanowione przez Pawła VI w 1969.

## Biskupi tytularni
| Lp. | Biskup     | Funkcja                               | Od             | Do |
| --- | ---------- | ------------------------------------- | -------------- | -- |
| 1   | Gerd Dicke | biskup pomocniczy Akwizgranu (Niemcy) | 16 lutego 1970 |    |